# Peter Zoïs
Peter Zoïs (Melbourne, 21 april 1978) is een Australische doelman die anno 2006 onder contract stond bij Willem II.
Zoïs kwam in eigen land uit voor de South Melbourne FC alvorens hij naar Nederland vertrok om bij NAC te gaan spelen. De Australiër was 4 seizoenen reserve-keeper in Breda, alwaar hij 3 maal in actie kwam. In 2003 verkaste Zoïs naar Willem II, waar hij in zijn eerste seizoen 11 maal keepte. Na de komst van Oscar Moens in 2004 moet Zois het bij Willem II doen met een plek op de bank. Zoïs stond tot de zomer van 2007 onder contract bij Willem II.
Inmiddels is hij keeperstrainer bij Melbourne Heart.